# Cellatica
Cellatica – miejscowość i gmina we Włoszech, w regionie Lombardia, w prowincji Brescia.
Według danych na rok 2004 gminę zamieszkiwało 4776 osób, 796 os./km².